# Blown Away – Music, Miles and Magic
Blown Away – Music, Miles and Magic ist ein deutscher Dokumentarfilm von Micha Schulze. Der Film dokumentiert die vierjährige Weltumrundung der beiden Musiker Hannes Koch und Benjamin Schaschek mit einem alten Segelboot. Während ihrer Reise nehmen die beiden 130 Songs mit über 200 Musikern in 31 Ländern auf. Die Kinopremiere war am 21. Mai 2019 im Berliner Kino International.

## Inhalt
Blown Away - Music, Miles and Magic erzählt die abenteuerliche Geschichte einer 4-jährigen Reise der beiden Freunde Ben und Hannes rund um die Welt. Ohne überhaupt segeln zu können, reisen sie mit einem kleinen 40 Jahre alten Segelboot von Australien über Südostasien, Indien, Afrika und Südamerika bis nach Nordamerika. Hier bauen sie einen alten Schulbus zum Wohnmobil um und fahren durch die USA bis nach Kanada und schließlich mit dem Boot zurück über den Atlantik nach Europa. Dabei legen sie über 75.000 Kilometer zurück. Wie in einem Tagebuch halten sie ihre Erlebnisse mit der Kamera fest. Als gelernte Tontechniker und Musiker nutzen Ben und Hannes jede Gelegenheit, um unterwegs Musik aufzunehmen. Sie treffen viele außergewöhnliche Künstler und kreieren das neue Genre der „Expedition Music“. Dabei wirken an jedem Stück Musiker aus unterschiedlichen Ländern mit und ergänzen oder erweitern die Kompositionen durch eigene Parts und Interpretationen. Insgesamt nehmen die beiden mit über 200 Musikern aus 31 Ländern 130 Stücke auf und bringen zwei Platten als „Sailing Conductors“ heraus.

## Hintergrund
Ursprünglich war von den Protagonisten keine filmische Auswertung ihrer Reise vorgesehen. 2014 übernahm die Berliner Filmproduktion  Jackhead die Produktion und produzierte zunächst eine 4-teilige Serie unter dem Titel: Soundwave2Berlin, im Auftrag von EinsPlus, zum Thema. Zum Zeitpunkt der Ausstrahlung waren die Protagonisten gerade zwei Jahre unterwegs. Im Laufe der insgesamt über vierjährigen Reise wurden fast 1500 Stunden Filmmaterial produziert. Nach der Sichtung des Materials entschied die Produktionsfirma Jackhead, einen Kinofilm zu produzieren, der 2019 unter dem Namen Blown Away im Selbstverleih in die deutschen Kinos kam.

## Musik
Während und nach ihrer Reise veröffentlichen Ben Schaschek und Hannes Koch zwei Alben als „Sailing Conductors“ unter ihrem Label „For Headphones Only Records“. Im September 2013 erscheint das erste Album AAA mit Künstlern aus Australien, Asien und Afrika. Das zweite Album Songs for Marianne erscheint im Mai 2017 und gilt als das Hauptwerk der Sailing Conductors. Es bildet die musikalische Essenz ihrer Reise und des zugrunde liegenden Konzeptes der „Expedition Music“ ab.
Zum Kinostart von Blown Away im Jahr 2019 kam zusätzlich ein Soundtrack zum Film heraus. Hier finden sich, neben zahlreichen unplugged-Versionen auch zahlreiche unveröffentlichte Songs der Reise.

## Auszeichnungen
- Cinemare 2019 - Audience Choice Award